# 二臭化ポロニウム
二臭化ポロニウム(Polonium dibromideまたはpolonium(II) bromide)は、化学式PoBr2の化合物である。室温では紫色がかった茶色の結晶である。110℃でゆっくりと分解しながら昇華し、窒素中、270-280℃で融解させると分解する。

## 合成
以下の方法により合成できる。
- 真空中、200℃で四臭化ポロニウムを熱分解[2]
- 低温で硫化水素により四臭化ポロニウムを脱ハロゲン化（ただし加熱しても純粋な二臭化ポロニウムは得られない[1][2]

## 化学
臭化水素酸やケトンに溶けると紫色の溶液となるが、ケトンでは急速に酸化されてポロニウム(IV)となる。固体をアンモニアと反応させると、急速に還元され、金属ポロニウムとなる。